# Daouda Beleme
Pingdwinde Daouda Beleme (* 5. Januar 2001 in Hamburg) ist ein burkinisch-deutscher Fußballspieler. Der Stürmer ist aktuell vereinslos und ist burkinischer U20-Nationalspieler.

## Karriere

### Verein
Beleme wurde als Sohn burkinischer Eltern in Hamburg geboren. Er spielte zunächst im Bezirk Bergedorf beim SV Nettelnburg/Allermöhe, ehe er zur Saison 2016/17 innerhalb der Stadt zu den B1-Junioren (U17) des Eimsbütteler TV wechselte. Der Stürmer belegte mit seiner Mannschaft den 5. Platz in der B-Junioren-Regionalliga Nord. Da hinter dem Meister Hannover 96 die nicht-aufstiegsberechtigten B2-Junioren (U16) von Werder Bremen, des VfL Wolfsburg und Hamburger SV folgten, qualifizierte man sich für die Aufstiegsspiele gegen den Vizemeister der Nordost-Staffel. Dort erreichten die Eimsbütteler gegen den Chemnitzer FC den Aufstieg in die B-Junioren-Bundesliga Nord/Nordost. In der Nord/Nordost-Staffel der höchsten deutschen U17-Spielklasse kam Beleme in der Saison 2017/18 in 20 von 26 Spielen zum Einsatz, stand 8-mal in der Startelf und erzielte 3 Tore. Die Mannschaft stieg jedoch nach einem Jahr als Tabellenletzter wieder ab. Der 17-Jährige rückte anschließend zur Saison 2018/19 zu den A-Junioren (U19) auf und war mit ihnen in der A-Junioren-Regionalliga Nord aktiv. Dort konnte Beleme auf sich aufmerksam machen, sodass er zur Saison 2019/20 in die A-Junioren-Bundesliga zum FC St. Pauli wechselte. In seinem letzten Juniorenjahr kam der Deutsch-Burkiner unter Timo Schultz in 12 von 20 Bundesligaspielen zum Einsatz, stand 11-mal in der Startelf und erzielte 2 Tore. Im März 2020 wurde die Saison aufgrund der COVID-19-Pandemie abgebrochen.
Zur Saison 2020/21 verpasste der 19-Jährige den Sprung zu den Profis in der 2. Bundesliga und wurde in die zweite Mannschaft integriert. Die viertklassige Regionalliga Nord wurde wegen der Corona-Pandemie ab November 2020 nicht mehr fortgeführt. Bis dahin war er unter Joachim Philipkowski in allen 10 Spielen zum Einsatz gekommen und hatte 2 Tore erzielt.
Nachdem Beleme mit seiner Mannschaft die folgenden Monate nur auf dem Trainingsplatz verbracht hatte, wechselte er zur Saison 2021/22 innerhalb der Regionalliga Nord zur zweiten Mannschaft des Hamburger SV. Im Laufe der Spielzeit entwickelte sich der Stürmer insbesondere im letzten Saisondrittel zum Stammspieler, sodass am Ende in 21 Spielen (11-mal in der Startelf) 8 Tore zu Buche standen. In der Saison 2022/23 folgten 28 Regionalligaeinsätze (24-mal von Beginn). Dabei erzielte der Stürmer 17 Tore und wurde damit hinter Moritz Göttel (24) zweitbester Torschütze der Spielzeit. Die Mannschaft belegte am Saisonende den 2. Platz.
In der Sommerpause 2023 unterschrieb Beleme beim HSV einen Profivertrag bis zum 30. Juni 2025. Er wurde jedoch nicht in den Zweitligakader von Tim Walter aufgenommen, sondern für die  Saison 2023/24 in die 3. Liga an den FC Ingolstadt 04 ausgeliehen. Unter Michael Köllner konnte er sich allerdings nicht durchsetzen. In den ersten 23 Ligaspielen kam der Stürmer 19-mal zum Einsatz, stand jedoch nur 4-mal in der Startelf und blieb torlos. Daher wurde Beleme Anfang Februar 2024 am letzten Tag der Wintertransferperiode innerhalb der 3. Liga an den abstiegsbedrohten Aufsteiger VfB Lübeck weiterverliehen. Der VfB hatte bereits im Sommer 2023 Leon Sommer und Robin Velasco aus der zweiten Mannschaft des HSV verpflichtet. Auch bei den Lübeckern konnte sich der Stürmer nicht nachhaltig durchsetzen. In 14 Spielen (9-mal in der Startelf) erzielte er durch seinen Doppelpack gegen den MSV Duisburg seine einzigen Saisontreffer. Der VfB stieg am Saisonende wieder in die Regionalliga Nord ab, woraufhin er den Verein mit seinem Leihende verließ.
Zur Vorbereitung auf die Saison 2024/25 kehrte Beleme zur zweiten Mannschaft des HSV zurück. Bis zur Winterpause spielte der Stürmer 20-mal in der Regionalliga und erzielte 6 Tore. Mitte Januar 2025 wechselte Beleme bis zum Saisonende auf Leihbasis in die 3. Liga zum Aufsteiger Alemannia Aachen. Unter Heiner Backhaus konnte er sich allerdings nicht durchsetzen. So standen für ihn nur 9 Drittligaeinsätze (einmal in der Startelf) und ein Tor zu Buche.
Zur Sommervorbereitung 2025 kehrte Beleme erneut zur zweiten Mannschaft des HSV zurück. Ende Juli 2025 einigte er sich mit dem Verein jedoch auf eine Vertragsauflösung.

### Nationalmannschaft
Beleme spielte im Februar 2021 beim U20-Afrika-Cup für die burkinische U20-Nationalmannschaft erstmals auf internationaler Bühne. Er kam in allen 4 Spielen zum Einsatz (3-mal von Beginn) und erzielte ein Tor, ehe man im Viertelfinale an Uganda scheiterte. Im September 2022 wurde er erstmals in die U23-Nationalmannschaft berufen.

## Erfolge
- Aufstieg in die B-Junioren-Bundesliga Nord/Nordost: 2017